# マッチ棒パズル

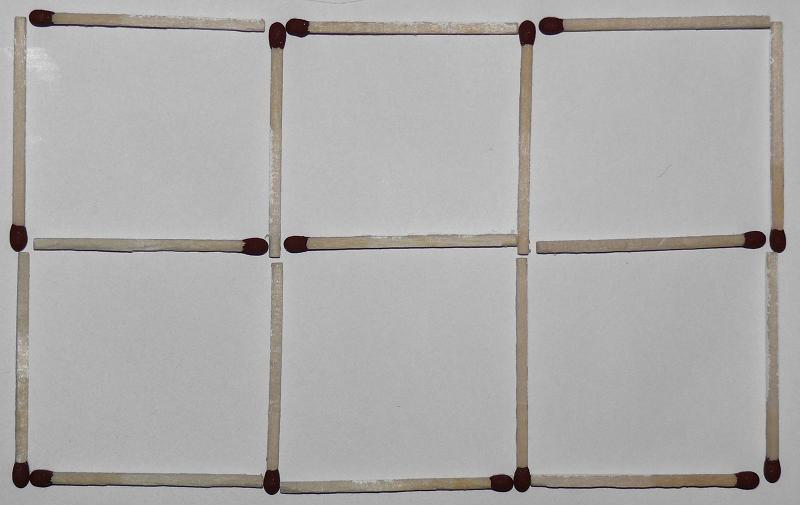
マッチ棒パズルの例
図からマッチを5本取り除いて、正方形を3個にする。（→解答例）

マッチ棒パズル（マッチぼうパズル）は、マッチ棒を使ったパズルである。解くには水平思考が求められる。マッチ棒は1本の直線の代用品としてのみ考えられ、爪楊枝や（未使用の）鉛筆など固い材質でできた均等な長さの棒状であるという点でマッチと共通するもの、さらにはマッチ棒をかたどった模型や絵をマッチ棒の代用として使っても大半の問題は成立する。しかしマッチ棒の特性を利用した問題もまれに見られる。必要となるのはマッチ棒（あるいはその代用品）のみであるため、パズルとしては手軽かつ古典的なものである。

## 概要
マッチ棒パズルの問題は通常、最初の形を表す図と、制約条件および最終的な目的を示した文章で構成される。「マッチ棒○本で□□を作れ」など制約条件と目的のみが示される場合もある。
制約条件として記されるのは触れることのできるマッチの本数と、それをどう動かすか（「移動する」、「取り除く」、「加える」の3種類）のみであることが多いが、特に指示が無い限り、原則として、以下のような暗黙の制約条件がある。
- マッチ以外の物を使用してはならない。
- 制約条件に示された以外のマッチの動かし方をしてはならない。
- 触れるマッチの数が過剰であってはいけないし、不足があるのも認められない。
- 「マッチであること」を利用した解答は認められない。具体的には、マッチの軸を折る、縦に分割する、火を付けるなどの行為、その他火薬部分が丸みを帯びていることや軸が直方体であることを利用した解答をしてはならない。
- マッチの軸の長さはすべて同じとする。（問題に示された場合を除き）あらかじめマッチの軸の長さを調節しておいて、それを利用した解答は認められない。
- 最終的な形で使うよう指示されたマッチをすべて使うものとし、わずかな過不足も許されない。「わずかな過不足も」と書いたのは、1本余る、もしくは足りないのは当然として、図形とは関係の無いわずかなはみ出しや不足も認められていないという意味である。
- マッチを2本以上重ねたり密着させたりすることでまとめて1本であると見なすようにすることはできない（交差させることができないという意味ではない）。
- 一方で規定の操作を行った後、逆側から見る、右もしくは左90°回転させて見るなど「視点の変更」は制限されない。これを利用した解答も多く見られる。

以上の「暗黙の制約条件」は解答が出題者の意図から逸脱するのを防いでいる。特に「折る」についてはマッチの本数が増えることで解答が容易になることがあるため、明示される場合も多い。ただし必ずしも絶対的なものではなく、問題によっては「マッチであること」を利用した解答や三次元的な解答、それ以外にも多分にとんちの利いた解答を求めるなど、「マッチパズルならでは」の状況もしばしば見られる。

## 問題形式
出題される問題にはいくつかのパターンがある。
図形に関する問題
マッチ棒で作られた図形を変形するタイプの問題で、さらにいくつかの種類に分けられる。
1. 指定された図形を規定個数作る。
2. 提示された図形を分割する。
3. 図形を変形して指定された面積にする。

1.で指定される図形には正方形や正三角形といった単純な形が使われることが多い。3.のように面積が絡む問題では、三辺が 3:4:5 になる直角三角形もよく用いられる。
作図問題
マッチ棒を利用して（理論上）正確な作図をする問題がある。一例として、「角が90度の四角形（＝正方形）」の作図方法を下に挙げる。
数字に関する問題
（右辺と左辺で計算結果が違うなど）正しくない式が与えられ、規定された操作により式を正しくする。数字はローマ数字かデジタル数字が用いられるのが一般的である。「＝」を含む式の場合、「＝」の上に他の任意の1本を交差させ「≠」とすれば形式上は成立することとなるが、暗黙のうちに（あるいは明示的に）禁止となっている。
その他図形や数字の問題ほど多くはないが並べ替えて言葉を作る問題や、動物や建物などを変形する問題も出題される。

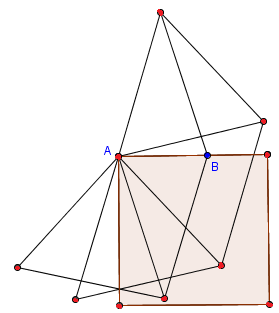
マッチ棒による正方形の作図。
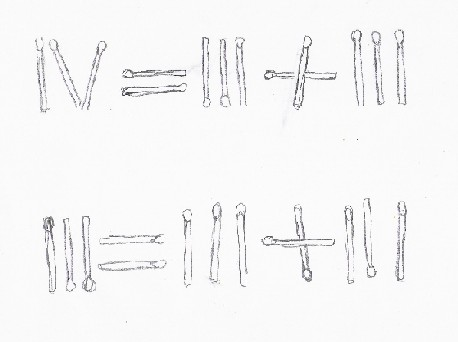
ローマ数字を利用した問題。 上下共に1本動かして正しい式にする。
デジタル数字を利用した問題。 1本動かして正しい式にする。